# Château de Montcalm
Pour les articles homonymes, voir Montcalm.
Le château de Montcalm (également château de Vestric) est un château situé à Vestric-et-Candiac, dans le département du Gard et la région Occitanie.

## Histoire
Construit au XVIe siècle, il dépendait alors du marquisat de Calvisson et passa ensuite entre les mains de divers seigneurs.
Les Buade, les Bérard de Tarabias (branche de la famille de Bérard de Montalet), le marquis de Grave puis finalement la marquise de Thoiras.
Louis Joseph de Saint-Véran, marquis de Montcalm né tout à côté au château de Candiac en 1712 en fit l'acquisition à l'occasion  son mariage en 1730 avec Louise Talon du Boulay. Il devait trouver en 1759 une mort glorieuse  lors de la bataille des plaines d'Abraham en tentant d'empêcher les Anglais de 
conquérir le  Canada.
.
Ce château fait l’objet d’une inscription au titre des monuments historiques depuis le 15 mai 1944.
Depuis les années 1970, le Château de Montcalm est la propriété de l’association belge Vacances Et Soins, Traitement, Réadaptation de l'Infirmité motrice d'origine Cérébrale asbl. Ce lieu a été entièrement adapté pour accueillir des groupes de personnes en situation de handicap, notamment dans le cadre de séjours de vacances, de répit ou de réadaptation.
Le château dispose d’infrastructures accessibles aux personnes à mobilité réduite et propose un environnement inclusif, sécurisé et propice au bien-être.

## Architecture
Une statue de Louis-Joseph de Montcalm, créée par Léopold Morice en 1910, se trouve devant le château.